# ميغيل هورتاس
ميغيل هورتاس (بالإسبانية: Miguel Huertas) هو لاعب كرة قدم بيروفي، ولد في 9 يونيو 1977 في تروخيو في بيرو. لعب مع أليانزا ليما وسبورت وانكايو وسيينسيانو ونادي ميلغار أريكيبا.

## وصلات خارجية
- ميغيل هورتاس على موقع قاعدة بيانات كرة القدم.إي يو (الإنجليزية)